# Henrik II av Nedre Schlesien

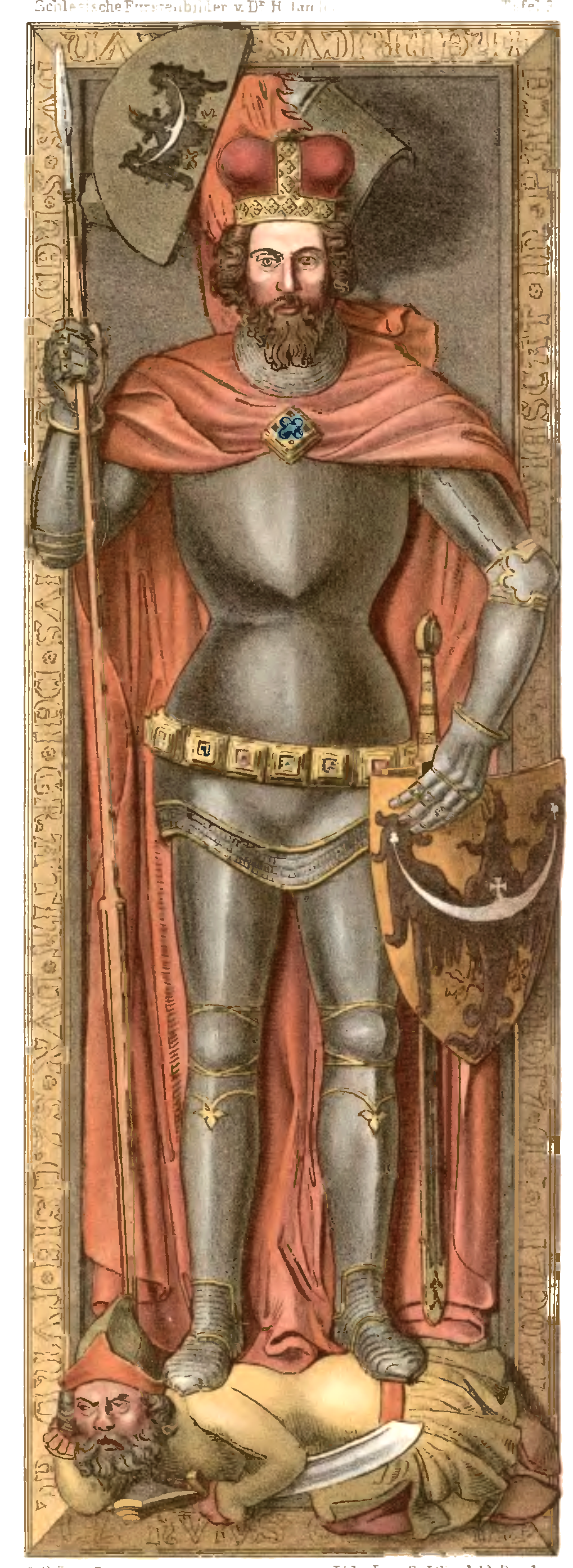
Färgrekonstruktion av Henrik II:s gravmonument i S:t Vincentiuskyrkan i Wrocław.

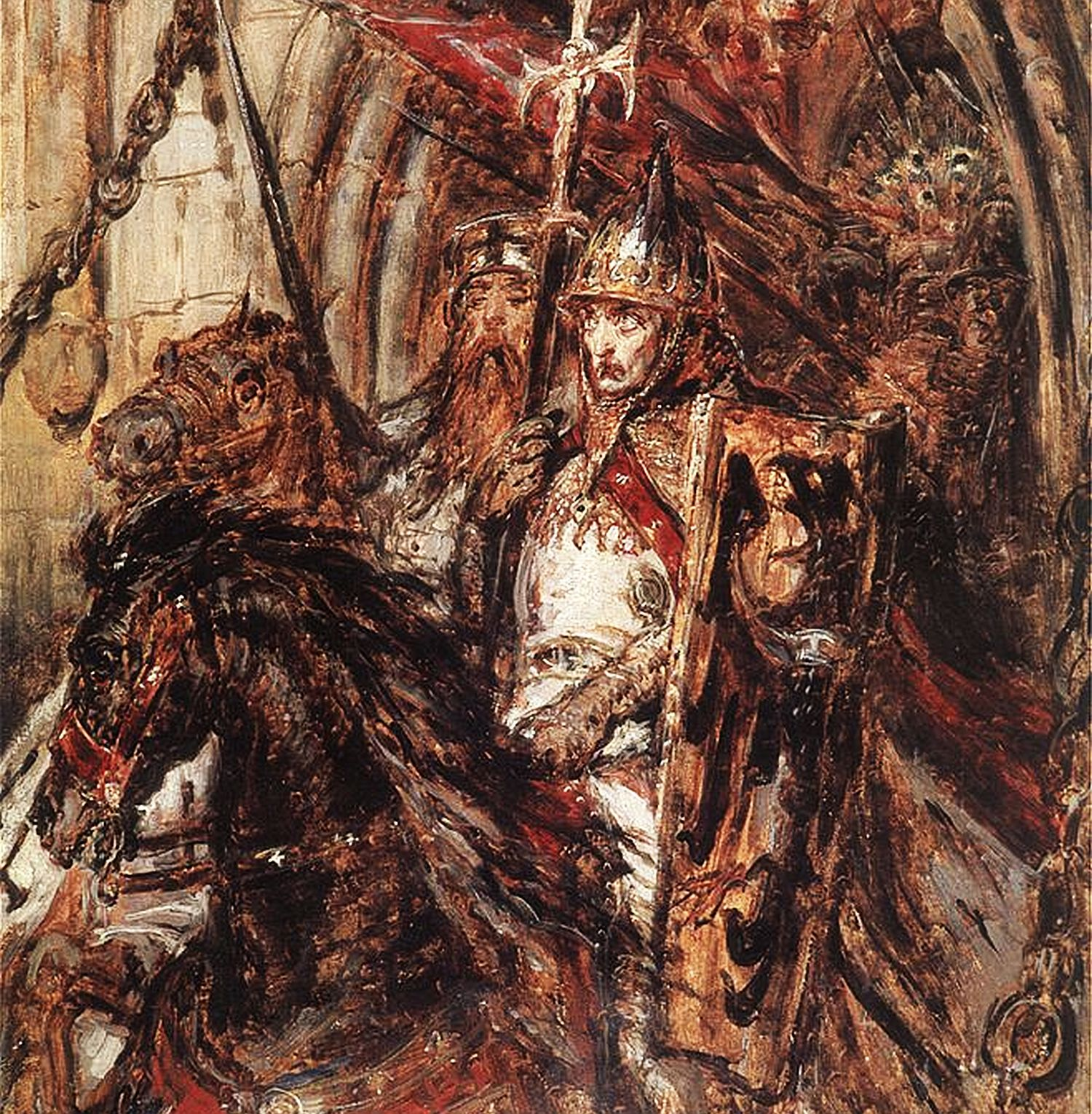
Henrik II av Nedre Schlesien, målning av Jan Matejko (1838-1893)

Henrik II av Nedre Schlesien, kallad Henrik den fromme, stupad 9 april 1241 i slaget vid Legnickie Pole, var hertig av Schlesien, och från 1238 även storhertig över södra Polen. Han tillhörde den schlesiska grenen av huset Piast.
Henrik II var son till hertig Henrik I av Schlesien och den sedermera helgonförklarade hertiginnan Hedvig av Andechs, och när hans äldre bror Boleslav dog 1206, blev han arvinge till hertigdömet. När yngre brodern Konrad dog 1213 stod han som ende arvtagare.
Han är mest känd som befälhavare för den polsk-tyska armén vid slaget vid Liegnitz, där han 9 april 1241 med sin här mötte den från öster angripande mongoliska hären vid nuvarande Legnickie Pole. Hans här besegrades och Henrik stupade, men den mongoliska hären kom snart därefter att röra sig via Mähren och Ungern för att återförenas med Batu khans styrka och vände österut vid nyheten om Ögedei khans död. Henrik begravdes efter slaget i S:t Vincentiuskyrkan i Wrocław, och hertigdömet Schlesien delades mellan sönerna. Släktingen Konrad av Masovien efterträdde honom som seniorhertig av Kraków. Efter Henriks död grundade hans mor Hedvig av Andechs ett kloster i Legnicke Pole (Wahlstatt) på platsen där han stupade.

## Familj
Henrik gifte sig 1216 med Anna av Böhmen, dotter till Ottokar I av Böhmen och Constance av Ungern. Paret fick fem döttrar och fem söner:
- Gertrud (död 1244/47), gift med hertig Boleslav I av Masovien
- Constance, (död 1257), gift 1239 med hertig Kasimir II av Kujavien.
- Boleslav II av Schlesien (död 1278), hertig av Legnica
- Mieszko av Lubusz (död 1242), hertig av Lubusz
- Henrik III av Schlesien "den vite" (död 1266), hertig av Schlesien
- Elisabet (död 1265), gift 1244 med Przemysł I av Storpolen.
- Konrad II av Schlesien (död 1273/74), hertig av Schlesien, från 1251 hertig av Głogów
- Vladislav av Schlesien (död 1270), hertig av Schlesien, kansler i Kungariket Böhmen, biskop av Bamberg och Passau, ärkebiskop av Salzburg och regent av hertigdömet Wrocław
- Agnes (död 1277), abbedissa i S:ta Klaraklostret i Trzebnica.
- Hedvig (död 1318), abbedissa i S:ta Klaraklostret i Wrocław.